# Cremlingen
Cremlingen är en kommun och ort i Landkreis Wolfenbüttel i förbundslandet Niedersachsen i Tyskland.